# フラワーライナー
フラワーライナーは、広島（広島バスセンター）と尾道（尾道駅前）・因島（因島総合支所前・土生港前）を結ぶ高速バスである。愛称名は、沿線にある尾道市因島フラワーセンターに由来する。

## 歴史
- 1996年3月18日 - 広島交通・中国バス・本四バス開発・因の島運輸の4社により運行開始、各社2往復の計8往復であった。
- 1998年7月18日 - 瀬戸田発着4往復の運行開始、運賃は2,500円であった（瀬戸田発着は後に廃止、現在はしまなみライナーに代替）
- 1999年5月2日 - 本四道路向東出入口閉鎖にともない、向島島内が国道317号線経由となる。
- 2003年2月1日 - 飲み物・おしぼりなどのサービスを廃止。
- 2006年
  - 3月1日 - 平日14往復（うち3往復は尾道発着）・土曜休日16往復（うち5往復は尾道発着）に減便。
  - 12月22日 - 旧・中国バスの事業廃止により、同社担当便を新・中国バス（両備ホールディングスの100%子会社）に移管。
- 2008年4月1日 - 収支の改善のため広島バスセンター - 尾道地区までの乗車料金を片道あたり200円、向島地区までを100円値上げ（因島島内は据え置き）。
- 2014年7月1日 - 運行本数が減便となり、平日が13往復（うち4往復が尾道発着）、土曜休日が15往復（うち6往復が尾道発着）になる。（すなわち広島 - 尾道間　1往復減、尾道 - 因島間　2往復減）
- 2017年2月14日 - 尾道発広島行き（中国バス担当便）が山陽道志和IC付近で火災事故を起こす。乗客乗員に怪我は無かった[1]。
- 2022年6月 - 因の島運輸の事業譲渡により、同社担当便を因の島バス（アサヒタクシー (広島県)系列）が継承。

## 運行会社
- 広島交通
  - 2024年7月1日〜9月15日は広交観光が運行[2]。
- 中国バス
- 本四バス開発
- 因の島バス

## 停車停留所
＜広島バスセンター - 新白島駅 - 不動院 - 中筋駅 - 高坂BS＞ - ＜三成 - （尾道市内主要停留所） - 尾道駅前 - 千光寺下（長江口）- 二番潟 - 向島農協前 - 向島BS - 因島大橋 - 因島北IC入口 - （因島島内主要停留所） - 土生港前＞
- クローズドドアシステムを採用しているため＜停留所 - 停留所＞でくくった中は発地側は乗車のみ、着地側は下車のみである。
- 高坂BSで、エアポートリムジン（広島空港〜福山駅前便）に接続している。高坂BSではエアポートリムジンとの乗り継ぎのみ可能で、下車して一般道に出ることはできない。
- 一部の便は尾道駅前発着、他の便はすべて土生港前発着である。
- 本四バス開発担当便のみ全国相互利用サービス対応のICカード（10カード）が利用可能（PASPYは利用不可）。

## 運行経路
- 広島市内 - 国道54号 - 広島IC - 山陽自動車道 - 尾道IC - 国道184号 - 尾道市内 - 国道2号 - 尾道大橋 - 国道317号 - 尾道市向島地域内 - 西瀬戸自動車道（しまなみ海道） - 尾道市因島地域内

## 車内設備
- 4列シート
- トイレ

## おのみちうずしおロマン号
本路線開設と同日から、トモテツバス・芸陽バスによって「おのみちうずしおロマン号」という高速バス路線が大田橋（尾道市） - 広島バスセンター間に開設されていた。こちらは尾道側は山波・長江口（千光寺下）・尾道駅前のみ停車、山陽自動車道・広島東インターチェンジ・温品バイパス（現・広島高速1号線）経由、広島駅新幹線口 - 八丁堀 - 広島バスセンターの経路で運行されていた。トモテツ4・芸陽2往復の6便体制であった。尾道側での留置場所は、トモテツバス松永営業所（当時）だったが、当初は路線開設の許可が下りず、尾道市東端の大田橋まで運行し、福山市内は回送運転を行っていた。
- 1997年1月11日から「おのみちうずしおロマン号」は土曜・日曜・祝日のみ運行となる。芸陽バスはゆめタウン松永前まで、トモテツバスは沼隈町・内海町まで区間延伸。
- 1997年3月30日　芸陽バスが撤退。
- 1998年2月8日　路線廃止。　「おのみちうずしおロマン号」の減便・廃止分が、そのままフラワーライナーの増便となった。